# Mönsterås
Pour la commune, voir Mönsterås (commune).
Mönsterås est une localité de Suède dans la commune de Mönsterås, dont elle est le chef-lieu, située dans le comté de Kalmar.
Sa population était de 5 252 habitants en 2019.